# Campionati europei di corsa campestre 2013
Il XX Campionato europeo di corsa campestre si è disputato a Belgrado, in Serbia, l'8 dicembre 2013. Il titolo maschile è stato vinto da Alemayehu Bezabeh mentre quello femminile da Sophie Duarte.

## Risultati
I risultati del campionato sono stati:

### Individuale (uomini senior)
| Pos. | Atleta                    | Nazione       | Tempo (m's") |
| ---- | ------------------------- | ------------- | ------------ |
|      | Alemayehu Bezabeh         | Spagna        | 29'11"       |
|      | Polat Kemboi Arıkan       | Turchia       | 29'32"       |
|      | Andy Vernon               | Gran Bretagna | 29'35"       |
| 4    | Jeroen D'Hoedt            | Belgio        | 29'35"       |
| 5    | Hassan Chahdi             | Francia       | 29'40"       |
| 6    | Mohamed Marhum            | Spagna        | 29'46"       |
| 7    | Richard Ringer            | Germania      | 29'49"       |
| 8    | Bashir Abdi               | Belgio        | 29'53"       |
| 9    | Koen Naert                | Belgio        | 29'54"       |
| 10   | El Hassane Ben Lkhainouch | Francia       | 29'56"       |
| 11   | Iván Fernández            | Spagna        | 29'58"       |
| 12   | Tom Farrell               | Gran Bretagna | 29'59"       |

### Squadre (uomini senior)
| Pos. | Atleta                                                                              | Punti |
| ---- | ----------------------------------------------------------------------------------- | ----- |
|      | Spagna Bezabeh Marhum Fernández Antonio Dávid Jímenez Antonio Abadía Javier Guerra  | 31    |
|      | Belgio D'Hoedt Abdi Naert Soufiane Bouchikhi Lander Tijtgat Abdelhadi El Hachimi    | 49    |
|      | Gran Bretagna Vernon Farrell Keith Gerrard Adam Hickey Charlie Hulson Frank Tickner | 60    |
| 4    | Francia                                                                             | 66    |
| 5    | Germania                                                                            | 69    |
| 6    | Irlanda                                                                             | 90    |
| 7    | Turchia                                                                             | 105   |
| 8    | Italia                                                                              | 151   |

### Individuale (donne senior)
| Pos. | Atleta                    | Nazione       | Tempo (m's") |
| ---- | ------------------------- | ------------- | ------------ |
|      | Sophie Duarte             | Francia       | 26'34"       |
|      | Gemma Steel               | Gran Bretagna | 26'39"       |
|      | Dulce Félix               | Portogallo    | 26'41"       |
| 4    | Fionnuala Britton         | Irlanda       | 26'45"       |
| 5    | Karoline Bjerkeli Grøvdal | Norvegia      | 26'52"       |
| 6    | Almensh Belete            | Belgio        | 27'00"       |
| 7    | Julia Bleasdale           | Gran Bretagna | 27'02"       |
| 8    | Veronica Inglese          | Italia        | 27'12"       |
| 9    | Carla Salomé Rocha        | Portogallo    | 27'13"       |
| 10   | Iris Maria Fuentes-Pila   | Spagna        | 27'17"       |
| 11   | Lauren Howarth            | Gran Bretagna | 27'18"       |
| 12   | Clémence Calvin           | Francia       | 27'25"       |

### Squadre (donne senior)
| Pos. | Atleta                                                                                     | Punti |
| ---- | ------------------------------------------------------------------------------------------ | ----- |
|      | Gran Bretagna Steel Bleasdale Howarth Steph Twell Katie Brough Lauren Deadman              | 35    |
|      | Francia Duarte Calvin Christine Bardelle Laila Traby Laurane Picoche Claire Perraux        | 54    |
|      | Spagna Fuentes-Pila Diana Martín Lidia Rodríguez Marta Silvestre Teresa Urbina Alba García | 61    |
| 4    | Italia                                                                                     | 97    |
| 5    | Portogallo                                                                                 | 109   |
| 6    | Irlanda                                                                                    | 115   |
| 7    | Turchia                                                                                    | 117   |
| 8    | Rep. Ceca                                                                                  | 197   |

### Individuale (uomini under 23)
| Pos. | Atleta              | Nazione       | Tempo (m's") |
| ---- | ------------------- | ------------- | ------------ |
|      | Pieter-Jan Hannes   | Belgio        | 24'02"       |
|      | Mitko Tsenov        | Bulgaria      | 24'07"       |
|      | Nemanja Cerovac     | Serbia        | 24'08"       |
| 4    | Ivan Strebkov       | Ucraina       | 24'10"       |
| 5    | Luke Caldwell       | Gran Bretagna | 24'13"       |
| 6    | Ørjan Grønnevig     | Norvegia      | 24'15"       |
| 7    | Callum Hawkins      | Gran Bretagna | 24'18"       |
| 8    | Michele Fontana     | Italia        | 24'19"       |
| 9    | Paul Robinson       | Irlanda       | 24'22"       |
| 10   | Henrik Ingebrigtsen | Norvegia      | 24'23"       |
| 11   | Dmytro Siruk        | Ucraina       | 24'23"       |
| 12   | Jonathan Hay        | Gran Bretagna | 24'24"       |

### Squadre (uomini under 23)
| Pos. | Atleta | Punti |
| ---- | --- | ----- |
|      | Gran Bretagna Caldwell Hawkins Jonathan Hay Dewi Griffiths Richard Goodman Jack Goodwin                          | 40    |
|      | Ucraina Strebkov Siruk Oleksandr Kuzmichov Igor Porozov                                                          | 72    |
|      | Francia Romain Collenot-Spriet Francois Barrer Djilali Bedrani Youssef Mekdafou Michael Gras Sofiane Boulekouane | 78    |

### Individuale (donne under 23)
| Pos. | Atleta               | Nazione       | Tempo (m's") |
| ---- | -------------------- | ------------- | ------------ |
|      | Sifan Hassan         | Paesi Bassi   | 19'40"       |
|      | Amela Terzić         | Serbia        | 19'46"       |
|      | Charlotte Purdue     | Gran Bretagna | 19'49"       |
| 4    | Kate Avery           | Gran Bretagna | 19'56"       |
| 5    | Lily Partridge       | Gran Bretagna | 20'10"       |
| 6    | Liv Westphal         | Francia       | 20'21"       |
| 7    | Rhona Auckland       | Gran Bretagna | 20'25"       |
| 8    | Laura Weightman      | Gran Bretagna | 20'28"       |
| 9    | Corinna Harrer       | Germania      | 20'32"       |
| 10   | Gulshat Fazlitdinova | Russia        | 20'37"       |
| 11   | Ekaterina Sokolenko  | Russia        | 20'45"       |
| 12   | Svetlana Riazantceva | Russia        | 20'47"       |

### Squadre (donne under 23)
| Pos. | Atleta                                                                  | Punti |
| ---- | ----------------------------------------------------------------------- | ----- |
|      | Gran Bretagna Purdue Avery Partridge Auckland Weightman Jess Andrews    | 19    |
|      | Russia Fazlitdinova Sokolenko Riazantceva Luiza Litvinova Anna Fedorova | 54    |
|      | Paesi Bassi Hassan Maureen Koster Irene Van Lieshout Marlin Van Hal     | 70    |

### Individuale (uomini junior)
| Pos. | Atleta              | Nazione       | Tempo (m's") |
| ---- | ------------------- | ------------- | ------------ |
|      | Ali Kaya            | Turchia       | 17'49"       |
|      | Isaac Kimeli        | Belgio        | 17'51"       |
|      | Mikhail Strelkov    | Russia        | 18'05"       |
| 4    | Jonathan Davies     | Gran Bretagna | 18'06"       |
| 5    | Lorenzo Dini        | Italia        | 18'06"       |
| 6    | Alexandre Saddedine | Francia       | 18'12"       |
| 7    | Yemaneberhan Crippa | Italia        | 18'14"       |
| 8    | Steven Casteele     | Belgio        | 18'16"       |
| 9    | Seán Tobin          | Irlanda       | 18'18"       |
| 10   | Viktor Bakharev     | Russia        | 18'20"       |
| 11   | Aleksandr Novikov   | Russia        | 18'22"       |
| 12   | Medhi Belhadj       | Francia       | 18'22"       |

### Squadre (uomini junior)
| Pos. | Atleta                                                                                              | Punti |
| ---- | --------------------------------------------------------------------------------------------------- | ----- |
|      | Francia Saddedine Belhadj Alexis Miellet Maxime Hueber Moosbrugger Theodore Klein Hamza Habjaoui    | 48    |
|      | Russia Strelkov Bakharev Novikov Vildan Gadelshin Alexey Vikulov                                    | 51    |
|      | Italia Lorenzo Dini Yemaneberhan Crippa Samuele Dini Nekagenet Crippa Osama Zoghlami Italo Quazzola | 55    |

### Individuale (donne junior)
| Pos. | Atleta               | Nazione       | Tempo (m's") |
| ---- | -------------------- | ------------- | ------------ |
|      | Emelia Gorecka       | Gran Bretagna | 13'06"       |
|      | Sofia Ennaoui        | Polonia       | 13'16"       |
|      | Maruša Mišmaš        | Slovenia      | 13'27"       |
| 4    | Georgia Taylor-Brown | Gran Bretagna | 13'31"       |
| 5    | Alina Reh            | Germania      | 13'34"       |
| 6    | Aleksandra Guliaeva  | Russia        | 13'38"       |
| 7    | Maria Larsson        | Svezia        | 13'39"       |
| 8    | Bobby Clay           | Gran Bretagna | 13'40"       |
| 9    | Emine Hatun Tuna     | Turchia       | 13'40"       |
| 10   | Maya Rehberg         | Germania      | 13'41"       |
| 11   | Jessica Gibbon       | Gran Bretagna | 13'41"       |
| 12   | Ebba Andersson       | Svezia        | 13'44"       |

### Squadre (donne junior)
| Pos. | Atleta                                                                       | Punti |
| ---- | ---------------------------------------------------------------------------- | ----- |
|      | Gran Bretagna Gorecka Taylor-Brown Clay Gibbon Lydia Turner Amy Griffiths    | 24    |
|      | Svezia Larsson Andersson Isabelle Brauer Tova Euren-Magnussen Agnes Sjostrom | 75    |
|      | Germania Reh Rehberg Caerina Granz Vera Coutellier Lea Meyer Tatjana Schulte | 95    |

## Medagliere
Legenda
     Paese ospitante
| Posizione | Paese         | Oro | Argento | Bronzo | Totale |
| --------- | ------------- | --- | ------- | ------ | ------ |
| 1         | Gran Bretagna | 5   | 1       | 3      | 9      |
| 2         | Francia       | 2   | 1       | 1      | 4      |
| 3         | Spagna        | 2   | 0       | 1      | 3      |
| 4         | Belgio        | 1   | 2       | 0      | 3      |
| 5         | Turchia       | 1   | 1       | 0      | 2      |
| 6         | Paesi Bassi   | 1   | 0       | 1      | 2      |
| 7         | Russia        | 0   | 2       | 1      | 3      |
| 8         | Serbia        | 0   | 1       | 1      | 2      |
| 9         | Bulgaria      | 0   | 1       | 0      | 1      |
| 9         | Polonia       | 0   | 1       | 0      | 1      |
| 9         | Svezia        | 0   | 1       | 0      | 1      |
| 9         | Ucraina       | 0   | 1       | 0      | 1      |
| 14        | Germania      | 0   | 0       | 1      | 1      |
| 14        | Italia        | 0   | 0       | 1      | 1      |
| 14        | Portogallo    | 0   | 0       | 1      | 1      |
| 14        | Slovenia      | 0   | 0       | 1      | 1      |
| Totale    | Totale        | 12  | 12      | 12     | 36     |